# Ján Vilček
Ján Vilček (také uváděný bez diakritiky jako Jan T. Vilcek) (* 17. červen 1933, Bratislava) je slovenský vědec zabývající se biomedicínou (mikrobiolog, imunolog), učitel, objevitel a filantrop pracující v USA jako profesor na Katedře mikrobiologie Lékařské fakulty na Newyorské univerzitě. Svoji vědeckou kariéru věnuje studiu rozpustných mediátorů, které regulují imunitní systém (cytokiny), včetně interferonu a faktoru nekrózy nádorů (Tumor Necrosis Factor = TNF).
Narodil se v Bratislavě v židovské rodině, které se během druhé světové války podařilo vyhnout se transportu do koncentračního tábora. V roce 1964 emigroval a od roku 1965 pracoval v USA ve výzkumu léků proti autoimunitním chorobám. V roce 2000 spolu s manželkou (Marica Vilček) založili nadaci The Vilček Foundation a je jejím předsedou a generálním ředitelem. Byl oceněn několika cenami jak na Slovensku tak i v USA.

## Život
Narodil se v sekulární středně–stavovské židovské rodině v Bratislavě v roce 1933. Jeho matka, Friderika Fischer, se narodila v německy mluvící rodině v Maďarsku (v Budapešti). Se svojí rodinou se přestěhovala do Bratislavy, kde ukončila lékařská studia, oženila se s Janovým otcem Juliem Vilčekem a stala se oftalmoložkou. Ján vyrůstal v rodinném prostředí, kde se komunikovalo ve třech jazycích (slovensky, německy a maďarsky). Za druhé světové války byli členové Jánovy rodiny pronásledováni kvůli židovskému původu. Aby Jána ochránili rodiče před deportací do koncentračního tábora, umístili jej v roce 1942 do katolického sirotčince (provozovaného jeptiškami). Od poloviny roku 1944 (po potlačení SNP) byl Ján nucen spolu s rodinou uprchnout z Prievidze kde jeho matka pracovala jako oční lékařka a až do konce druhé světové války v květnu 1945 se Ján a jeho matka (Jánův otec Julius Vilček se tou dobou účastnil odporu proti nacistům.) po dobu osmi měsíců ukrývali u slovenské rodiny v odlehlé obci (v Nitrianském Rudně). I když jeho rodiče druhou světovou válku přežili, několik členů rodiny Vilčeků holokaust nepřežilo (mezi nimi byla i jeho babička). Po porážce nacistického Německa se rodina znovu sešla a přestěhovala se zpět do Bratislavy.
Po skončení druhé světové války absolvoval studium na Lékařské fakultě Univerzity Komenského v Bratislavě. Imunologii se věnoval od druhého ročníku studia. Vysokoškolské studium ukončil v roce 1957 (akademický titul MUDr.). V Bratislavě začal i svou vědeckou kariéru. V roce 1962 získal titul kandidáta věd (PhD.) ve Virologickém ústavu Československé akademie věd v Bratislavě.
V roce 1964 se rozhodl (spolu s manželkou Maricou) emigrovat z tehdejšího Československa. Do zahraničí se dostal na třídenní propustku do Vídně, odtud do Německa, kde požádal o uprchlický pas a o americké vízum. Po třech měsících od odchodu z Československa získal vízum a odletěl do New Yorku. V USA jej čekaly tři pracovní nabídky zprostředkované jeho kolegy – vědci. Vybral si místo docenta na Lékařské fakultě (Medical center) na soukromé Newyorské univerzitě.

## Vědecká práce
Už během svého pobytu v Československu pracoval na problematice interferonů. V práci pokračoval i na Newyorské univerzitě. Této práci se věnoval jako jeden z prvních. Spolu s týmem začal později pracovat i na jiné látce, která patří do skupiny cytokinů (jako interferony). Tato látka je známá jako Tumor Necrosis Factor (TNF). Postupně spoluvyvinul protilátku Infliximab (obchodní název protizánětlivého léku je Remicade), patent drží s kolegou Junming Lee-m. Tato protilátka se používá k léčení Crohnovy nemoci, revmatoidní artritidy, psoriázy a dalších chronických zánětlivých onemocnění. Šlo o objev, který měl významný vliv na prodloužení života léčených pacientů.
Ján Vilček publikoval více než 350 článků v odborných periodikách a je držitelem a spoludržitelem 46 patentů. Pracoval také ve více redakčních radách vědeckých publikací a je čestným členem několika mezinárodních vědeckých společností.

## Filantropie
Licenční poplatky za každý vynález si Ján Vilček většinou dělí s univerzitou. V roce 2005 věnoval část svého podílu z prodeje Remicade ve výši 105 milionů dolarů Lékařské fakultě (Medical center) Newyorské univerzity. Zisky budou běžet až do vypršení patentu. Dar tehdy patřil mezi největší dary lékařské fakultě a největší dar, který kdy zaměstnanec daroval vlastní univerzitě. Určený je na výzkum a vzdělávání.
Ze zbylé části podílu za licenční poplatky založil spolu s manželkou nadaci, která se věnuje významu imigrace do USA ale i vědě a umění. The Vilček Foundation byla založena v roce 2000. (Nadace byla původně založena 1. prosince 2000 jako Friderika Fisher Foundation tedy se jménem matky Jána Vilčeka, která byla oftalmologička.) Každoročně nadace uděluje čtyři ceny v celkové hodnotě 150 tisíc dolarů, dvě v oblasti medicínského výzkumu a dvě v oblasti umění.
Ján Vilček stále ještě rozumí a také mluví slovensky a to i díky spolupráci jeho nadace s Lékařskou fakultou Univerzity Komenského v Bratislavě.

## Ocenění (sestupně)
- 2019 – Cena Nancy LaMott z nadace: Crohn's & Colitis Foundation (Nancy LaMott (1951–1995) byla americká zpěvačka)
- 2019 – Alpha Omega Alpha Honor Medical Society (ΑΩΑ) je čestná společnost, působící na poli medicíny
- 2018 – Čestné vyznamenání Ellis Island Medal of Honor[p. 1]
- 2018 – V květnu 2018 získal z rukou rektora Karlovy univerzity v Praze Tomáše Zimy titul Doctor honoris causa[4]
- 2017 – Cena Living Landmarks od New York Landmarks Conservancy (společně se svojí manželkou Marica Vilcek)
- 2016 – Cena Seymour a Vivian Milstein za vynikající výsledky ve výzkumu interferonu a cytokinu
- 2016 – Doctor honoris causa, Slovenská akademie věd
- 2015 – Doctor honoris causa, Newyorská univerzita
- 2014 – Doktor of Humane Letters, honoris causa, Graduate Center, Městská univerzita New Yorku (City University of New York)[16]
- 2014 – Zlatá medaile, Univerzita Karlova v Praze
- 2014 – Fondy naděje výzkumu nádorů (Hope Funds for Cancer Research): Cena výjimečnosti za obhajobu (Award of Excellence for Advocacy)
- 2014 – Doctor honoris causa, Univerzita Komenského v Bratislavě
- 2013 – Čestné členství, Učená společnost České republiky (Learned Society of the Czech Republic)
- 2013 – Edward H. Ahrens, Jr. Cena za výzkum zaměřený na pacienty (Award for Patient Oriented Research), Asociace pro klinické a translační vědy (Association for Clinical and Translational Science)
- 2012/2013 – V roce 2012 byl oceněn Národní medailí za technologii a inovace (National Medal of Technology and Innovation) a to za svou práci na interferonech. Je to nejvyšší ocenění, které je možné na tomto poli v USA dostat. Cenu mu osobně předal prezident Barack Obama v lednu roku 2013.[7][17][18]
- 2012 – Cena výjimečného Američana podle volby (Outstanding American by Choice Award), Občanské a imigrační služby Spojených států (United States Citizenship and Immigration Services)[p. 2]
- 2012 – Cena Stephena K Fischela za významnou veřejnou službu (Stephen K Fischel Distinguished Public Service Award) (společně se svojí manželkou Marica Vilcek jménem The Vilček Foundation), Americká imigrační rada (American Immigration Council)[p. 3]
- 2010 – V roce 2010 obdržel od tehdejšího ministra zahraničních věcí SR Miroslava Lajčáka cenu Vyslanec dobré vůle (Goodwill Ambassador Award). (Goodwill Envoy - ocenění bylo poprvé udělováno v roce 2010 a je určeno úspěšným Slovenkám a Slovákům, kteří působí v zahraničí a svou prací vynikajícím způsobem šíří dobré jméno Slovenska ve světě.)[12][8]
- 2008 – Cena za granátový imunoglobulin (Garnet Immunoglobulin Award), Česká imunologická společnost
- 2008 – Čestná medaile Jana Evangelisty Purkyně, Česká akademie věd
- 2008 – Čestný absolvent univerzity (Honorary Alumnus), New York University Grossman School of Medicine, Newyorská univerzita
- 2005 – Humanitární cena Michael S. Modell (Michael S. Modell Humanitarian Award), Crohn's & Colitis Foundation of America (společně se svojí ženou Marica Vilcek)
- 2005 – Medaile Albert Gallatin (Albert Gallatin Medal), Newyorská univerzita
- ???? – Vyhodnocen jako nejcitovanější autor v kategorii imunologie, Institut pro vědecké informace (Institute for Scientific Information)
- 2003 – Čestný člen, Mezinárodní společnost pro interferony a cytokiny (International Society for Interferon and Cytokine Research)
- 2003 – Čestná cena za celoživotní členství, Mezinárodní společnost pro cytokiny (International Cytokine Society)
- 2002 – Cena za biotechnologické úspěchy (Biotechnology Achievement Award), New York University Grossman School of Medicine, Newyorská univerzita
- 2001 – Cena a medaile významného absolventa univerzity, Univerzita Komenského v Bratislavě
- 1997 – Člen Americké asociace pro rozvoj vědy (American Association for the Advancement of Science)
- 1991 – Grant pro vynikajícího badatele (Outstanding Investigator Grant), Národní onkologický ústav (National Cancer Institute)

## Memoáry
- Ján Vilček: Love and Science, Seven Stories Press, 2016 (anglicky)[4]
- Vilček, Ján. Láska a veda: spomienky. Překlad Andrea Novomeská. 1. vydanie. Bratislava: Marenčin PT, 2016. 270 stran, 24 nečíslovaných stran obrazových příloh. ISBN 978-80-8114-719-7. (slovensky)
- Vilček, Ján. Láska a věda: paměti. Překlad Kateřina Harrison Lipenská. V českém jazyce vydání první. Praha: Prostor, 2016. 319 stran, 16 nečíslovaných stran obrazových příloh. ISBN 978-80-7260-339-8. (česky)